# Centrinaspis
Centrinaspis är ett släkte av skalbaggar. Centrinaspis ingår i familjen vivlar.

## Dottertaxa tillCentrinaspis, i alfabetisk ordning[1]
- Centrinaspis acuminatus
- Centrinaspis adolescens
- Centrinaspis aequalis
- Centrinaspis affinis
- Centrinaspis afflictus
- Centrinaspis albotectus
- Centrinaspis albovariegata
- Centrinaspis amnicola
- Centrinaspis ancilla
- Centrinaspis antennalis
- Centrinaspis argentinica
- Centrinaspis argentis
- Centrinaspis auguralis
- Centrinaspis aureomicans
- Centrinaspis auricollis
- Centrinaspis australis
- Centrinaspis basinotatus
- Centrinaspis bicruciatus
- Centrinaspis bipunctata
- Centrinaspis biseriatus
- Centrinaspis boliviana
- Centrinaspis bosqi
- Centrinaspis bracatoides
- Centrinaspis brachyceps
- Centrinaspis brevicollis
- Centrinaspis bryanti
- Centrinaspis bucolica
- Centrinaspis canonica
- Centrinaspis capillatus
- Centrinaspis casensis
- Centrinaspis cemas
- Centrinaspis ciliaris
- Centrinaspis clarescens
- Centrinaspis clavata
- Centrinaspis clientula
- Centrinaspis colonus
- Centrinaspis compacta
- Centrinaspis compar
- Centrinaspis condensata
- Centrinaspis conicollis
- Centrinaspis connivens
- Centrinaspis convexa
- Centrinaspis coroicoana
- Centrinaspis crucifer
- Centrinaspis cubensis
- Centrinaspis curta
- Centrinaspis debilis
- Centrinaspis decora
- Centrinaspis decoratus
- Centrinaspis delumbis
- Centrinaspis densa
- Centrinaspis densata
- Centrinaspis densesquamulata
- Centrinaspis derisor
- Centrinaspis devincta
- Centrinaspis elegans
- Centrinaspis elegantula
- Centrinaspis expansa
- Centrinaspis exulans
- Centrinaspis falsus
- Centrinaspis fausti
- Centrinaspis ferinus
- Centrinaspis ferruginea
- Centrinaspis finitimus
- Centrinaspis flaveolus
- Centrinaspis floralis
- Centrinaspis floridensis
- Centrinaspis furtiva
- Centrinaspis gaumeri
- Centrinaspis geayi
- Centrinaspis globifer
- Centrinaspis graphica
- Centrinaspis graphicus
- Centrinaspis graphiella
- Centrinaspis gratiosa
- Centrinaspis gratiosella
- Centrinaspis gratiosus
- Centrinaspis gregalis
- Centrinaspis griseoniger
- Centrinaspis grisescens
- Centrinaspis haematopus
- Centrinaspis hilaris
- Centrinaspis holosericeus
- Centrinaspis hospes
- Centrinaspis inflatipes
- Centrinaspis ingeniosa
- Centrinaspis inopina
- Centrinaspis intrita
- Centrinaspis juvenilis
- Centrinaspis laevicollis
- Centrinaspis lamella
- Centrinaspis lasciva
- Centrinaspis lateralis
- Centrinaspis laticollis
- Centrinaspis lenta
- Centrinaspis lentella
- Centrinaspis lentiginosus
- Centrinaspis lentus
- Centrinaspis lineatula
- Centrinaspis linotoides
- Centrinaspis logica
- Centrinaspis longicornis
- Centrinaspis luteolus
- Centrinaspis luteus
- Centrinaspis merita
- Centrinaspis minuta
- Centrinaspis multimaculata
- Centrinaspis nacta
- Centrinaspis nebulosa
- Centrinaspis neglectus
- Centrinaspis nemorosa
- Centrinaspis nimbata
- Centrinaspis nubecula
- Centrinaspis nugax
- Centrinaspis obnixa
- Centrinaspis obscura
- Centrinaspis occulta
- Centrinaspis ochreata
- Centrinaspis ohausi
- Centrinaspis olivaceus
- Centrinaspis opica
- Centrinaspis optiva
- Centrinaspis parabilis
- Centrinaspis parens
- Centrinaspis particeps
- Centrinaspis parvula
- Centrinaspis paulula
- Centrinaspis pauperata
- Centrinaspis penicellus
- Centrinaspis pernota
- Centrinaspis perpusilla
- Centrinaspis perscilla
- Centrinaspis perscillus
- Centrinaspis perscitus
- Centrinaspis peruviana
- Centrinaspis picta
- Centrinaspis picturata
- Centrinaspis picumnus
- Centrinaspis placabilis
- Centrinaspis plagiatella
- Centrinaspis podagrosus
- Centrinaspis polylineata
- Centrinaspis posticemaculatus
- Centrinaspis prevaricata
- Centrinaspis profecta
- Centrinaspis propinqua
- Centrinaspis prosternalis
- Centrinaspis proxima
- Centrinaspis pudica
- Centrinaspis pugnax
- Centrinaspis pumilus
- Centrinaspis quadrivittata
- Centrinaspis quinquelineata
- Centrinaspis regressa
- Centrinaspis rejecta
- Centrinaspis relicta
- Centrinaspis repens
- Centrinaspis retracta
- Centrinaspis rhomboida
- Centrinaspis rhomboidea
- Centrinaspis rivularis
- Centrinaspis scenica
- Centrinaspis scutatus
- Centrinaspis sectator
- Centrinaspis seducta
- Centrinaspis segregans
- Centrinaspis similis
- Centrinaspis simiola
- Centrinaspis simoni
- Centrinaspis solida
- Centrinaspis solutus
- Centrinaspis sparsella
- Centrinaspis subangusta
- Centrinaspis submaculatus
- Centrinaspis subtilior
- Centrinaspis sulcirostris
- Centrinaspis sylvicola
- Centrinaspis tenuicola
- Centrinaspis tenuicula
- Centrinaspis testata
- Centrinaspis thespis
- Centrinaspis timida
- Centrinaspis tolerans
- Centrinaspis tomentosa
- Centrinaspis tonsilis
- Centrinaspis tubulifer
- Centrinaspis tubulifera
- Centrinaspis tucumanica
- Centrinaspis tychioides
- Centrinaspis venezolanus
- Centrinaspis verecunda
- Centrinaspis vernilis
- Centrinaspis vianai
- Centrinaspis vitula
- Centrinaspis vulgaris
- Centrinaspis x-album